# Claudius Clavus
Claudius Clavus (Suartho) ook bekend als Nicholas Niger, (Deens: Claudius Claussøn Swart), (14 september 1388 - ?), was een Deense geograaf en mogelijk de eerste Scandinavische cartograaf.
Waarschijnlijk is hij geboren in het dorp Salling op het Deense eiland Funen.
Vanaf zijn 25-jarige leeftijd reisde hij door Europa, vermoedelijk  bereikte hij, in noordelijke richting, de 70ste breedtegraad en arriveerde rond (1423-1424) in Rome. Daar raakte hij bevriend met kardinaal Giordano Orsini en de secretaris van paus Gian Francesco Poggio Bracciolini, die zich tot taak hadden gesteld de oude Romeinse cartografie bij te werken. Claudius droeg bij met een meer realistischer beschrijving van de Noordse landen en IJsland. Hij was vermoedelijk de eerste cartograaf die Groenland op de kaart zette. De plaatsen daar noemde hij naar teksten uit oude volksliederen.
Helaas is het meeste van zijn werk verloren gegaan; een kopie is gered door de Duitse cartografen Donnus Nicholas Germanus en Henricus Martellus Germanus, en in de negentiende eeuw is meer tekst herontdekt in de Österreichische Nationalbibliothek in Wenen. Hij tekende 27 kaarten voor de Geographia van Claudius Ptolemaeus (zie plaatje).